# Una notte così/Segreti
Una notte così/Segreti è un singolo di Loretta Goggi, pubblicato nel 1983.

## Il singolo
Scritto da Paolo Amerigo Cassella e Totò Savio, il brano, posizionatosi al ventinovesimo posto dei singoli più venduti , era la sigla finale del programma della Rai Loretta Goggi in quiz. Il lato B del disco contiene Segreti, scritto dagli stessi autori.
Secondo le certificazioni ufficiali della FIMI il singolo vendette ottantamila copie.

## Tracce
Lato A
1. Una notte così – 3:45 (Paolo Amerigo Cassella-Totò Savio)

Durata totale: 3:45
Lato B
1. Segreti – 4:00 (Paolo Amerigo Cassella-Totò Savio)

Durata totale: 4:00